# Точково равновесие
Точковото равновесие е теория в еволюционната биология, според която повечето видове, които се размножават полово, претърпяват малки промени през по-голямата част от своята геоложка история. Когато настъпи фенотипна еволюция, тя се ограничава до редки и бързопротичащи случаи на видообразуване (хладогенезис).